# Adobe Version Cue
Adobe Version Cue je program vytvořený firmou Adobe Systems se zaměřením na práci se soubory.

## Historie
Adobe Version Cue se nabízí jako součást balíku Adobe Creative Suite. Prvně byl vydán v roce 2002.
Již od první verze nabízí tyto funkce:
- hledání souborů
- sleduje verze souborů
- poskytuje ochranu proti zápisu

## Charakteristika
Adobe Version Cue se komplexně chová jako správce souborů, který monitoruje používání souborů, sleduje jejich verze, poskytuje ochranu proti zápisu či spravuje revize založené na formátu PDF.
Přehled vydaných verzí:
- v CS  – verze 1.0 (březen 2002)
- v CS2 – verze 2.0 (říjen  2003)
- v CS3 – verze 3.0.(duben  2007)
- v CS4 – verze 4.0 (září 2008)
- v CS5 – verze 5.0 (březen 2010)

## Verze 3.0.(CS3)
Program v nové verzi doznal oproti předchozím verzím pouze kosmetického změny a to ve formě nového
uživatelského rozhraní.

## Version Cue a jeho využití
- zachování organizace souborů v projektech
- hledání správného souboru bez nutnosti jeho otevření
- ukládání minulých verzí a okamžitý přístup k nim
- zálohování starších projektů pro účely archivace
- automatické uzamčení souborů, když s nimi pracujete, aby ostatní nemohli neúmyslně přepsat vámi provedené změny
- okamžitý přehled, kdo se souborem právě pracuje
- vedení a správa revizních cyklů založených na formátu PDF
- hledání souborů v projektech spolupracovníků(pokud máte přístup)